# Conistra auronigra
Conistra auronigra är en fjärilsart som beskrevs av Barend J. Lempke 1964. Conistra auronigra ingår i släktet Conistra och familjen nattflyn. Inga underarter finns listade i Catalogue of Life.